# Проєкція Мольвейде

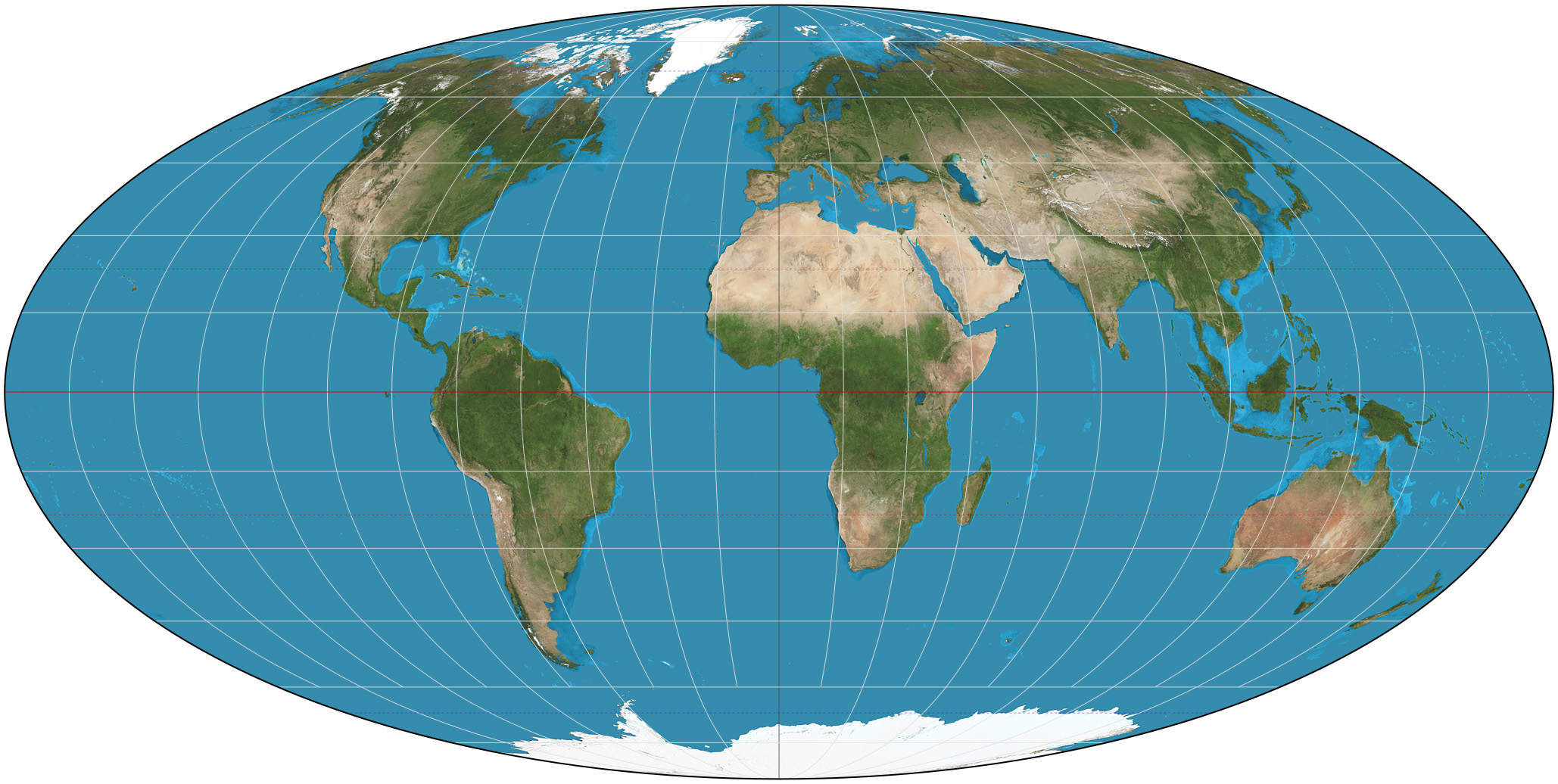
Проекція світу Мольвейде

Проекція Мольвейде з індикатрисом деформації Тіссо

Проекція Мольвейде— це рівновелика псевдоциліндрична картографічна проекція, яка зазвичай використовується для карт світу або небесної сфери. Вона також відома як проекція Бабіне, гомалографічна проекція, гомолографічна проекція та еліптична проекція . Проекція замінює точність кута та форми на точність пропорцій площі, і  використовується там, де ця властивість необхідна, наприклад на картах із зображенням глобального розподілу.
Проекцію вперше опублікував математик і астроном Карл Брандан Мольвейде (1774–1825) з Лейпцига в 1805 році. Вона була наново відкрита і популяризована у 1857 році Жаком Бабіне, який дав проєкції назву «гомалографічної проекції». Варіація «гомолографічна »виникла внаслідок частого використання в дев'ятнадцятому столітті в зоряних атласах.

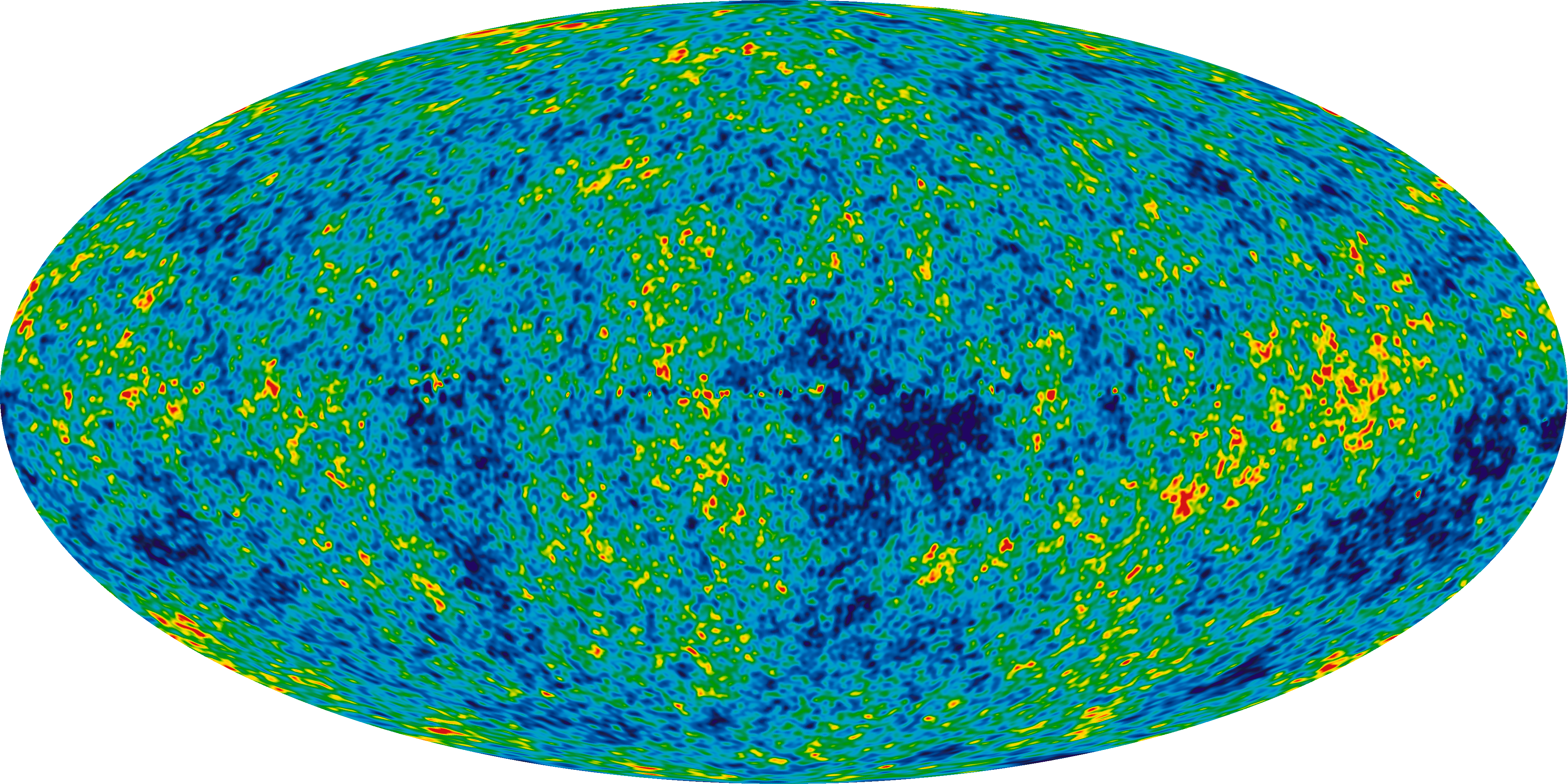
Зображення зі станції WMAP(2012) космічного мікрохвильового фонового випромінювання. Спроектоване за допомогою проекції Мольвейде.

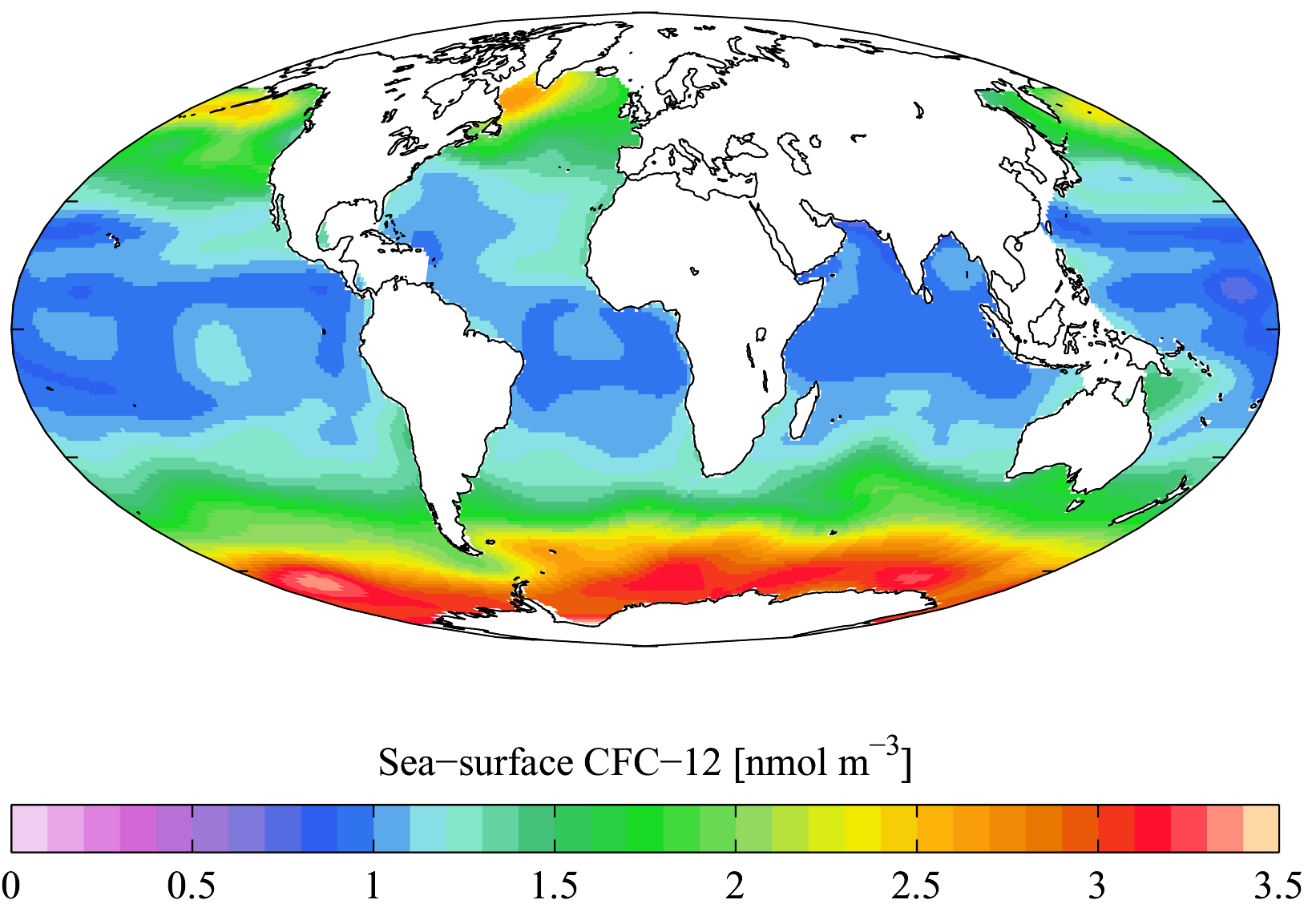
Рівні фреону на поверхні моря, виміряні Глобальним проектом аналізу даних океану. Спроектовані за допомогою проекції Мольвейде.

## Властивості
Мольвейде— це псевдоциліндрична проекція, в якій екватор представлений у вигляді прямої горизонтальної лінії, перпендикулярної до центрального меридіана, що становить половину довжини екватора. Інші паралелі стискаються біля полюсів, тоді як інші меридіани рівномірно віддалені на екваторі. Меридіани під 90 градусами на схід і захід утворюють ідеальне коло, а вся Земля зображена в пропорційному еліпсі 2:1. Пропорція площі еліпса між будь-якою даною паралеллю та екватором така ж, як і пропорція площі на глобусі між цією паралеллю та екватором, але за рахунок спотворення форми, яке є значним на периметрі еліпс, хоча і не такий різкий, як у синусоїдальній проекції.
Спотворення форми можна зменшити за допомогою переривчастої версії. Синусоїдальна переривчаста проекція Мольвейде відкидає центральний меридіан на користь чергування пів-меридіанів, які закінчуються під прямим кутом до екватора. Це має ефект поділу земної кулі на частки. Навпаки, паралельна переривчаста проекція Мольвейде використовує кілька непересічних центральних меридіанів, створюючи ефект кількох еліпсів, з’єднаних на екваторі. Рідше проекцію можна намалювати похило, щоб змістити зони викривлення до океанів, дозволяючи континентам залишатися вірнішими.
Мольвейде або його властивості надихнули на створення кількох інших проекцій, включаючи гомолозин Гуда, ван дер Ґрінтена та евморфний Боггса.

## Математичне формулювання
Проекція перетворюється з широти та довготи на карту координат x та y за допомогою таких рівнянь: 
{\displaystyle {\begin{aligned}x&=R{\frac {2{\sqrt {2}}}{\pi }}\left(\lambda -\lambda _{0}\right)\cos \theta ,\\[5px]y&=R{\sqrt {2}}\sin \theta ,\end{aligned}}}
де θ – допоміжний кут, визначений
{\displaystyle 2\theta +\sin 2\theta =\pi \sin \varphi \qquad (1)}
і λ — довгота, λ0 — центральний меридіан, φ — широта, а R — радіус земної кулі, що проектується. Карта має площу 4πR 2, що відповідає площі поверхні твірного глобуса. Координата x має діапазон [−2R√2, 2R√2], а координата y має діапазон [− R√2, R√2].
Рівняння (1) можна розв’язати з швидкою збіжністю (але повільною поблизу полюсів) за допомогою ітерації Ньютона–Рафсона : 
{\displaystyle {\begin{aligned}\theta _{0}&=\varphi ,\\\theta _{n+1}&=\theta _{n}-{\frac {2\theta _{n}+\sin 2\theta _{n}-\pi \sin \varphi }{2+2\cos 2\theta _{n}}}.\end{aligned}}} 
Якщо φ = ±π/2, то також θ = ±π/2 . У такому випадку ітерацію слід обійти; інакше може виникнути ділення на нуль.
Існує замкнуте обернене перетворення: 
{\displaystyle {\begin{aligned}\varphi &=\arcsin {\frac {2\theta +\sin 2\theta }{\pi }},\\[5px]\lambda &=\lambda _{0}+{\frac {\pi x}{2R{\sqrt {2}}\cos \theta }},\end{aligned}}}
де θ можна знайти за співвідношенням
{\displaystyle \theta =\arcsin {\frac {y}{R{\sqrt {2}}}}.\,}
Зворотні перетворення дозволяють знайти широту і довготу, що відповідають картографічним координатам x і y.

## Дивись також
- Список картографічних проекцій
- Проекція Айтоффа[en]
- Проекція молотка[en]
- Сімейство гіпереліптичних проекцій Тоблера[en]

## Зовнішні посилання
- Інтерактивний Java-аплет для вивчення деформацій (площа, відстань і кут) проекції карти Моллвайде
- Проекція Mollweide в Mathworld